# Деніел Фогг
Де́ніел Фогг (англ. Daniel Fogg, 24 серпня 1987) — британський плавець.
Учасник Олімпійських Ігор 2012 року.
Чемпіон Європи з водних видів спорту 2014 року.
Призер Ігор Співдружності 2010 року.